# Mills Novelty Company
La Mills Novelty Company, Incorporated of Chicago fut l'une des plus importantes entreprises de machines à sous aux États-Unis. Elle était située à Chicago. Elle a produit également des pianos mécaniques.